# Vulcan (Roemenië)
Vulcan is een stad (oraș) in het Roemeense district Hunedoara. De stad telt 29.740 inwoners (2002). De mijnstad ligt in de Jiu vallei, 12 kilometer ten zuidwesten van Petroșani. In de stad zijn resten van een Romeinse weg gevonden. Een gedenkzuil herinnert aan Michaël de Dappere, die hier met zijn leger voorbijging in 1599.
Een totale zonsverduistering, die hier met 2 minuten en 26 seconden het langste duurde, was er op woensdag 11 augustus 1999. Daarmee was het de langste zonsverduistering in Europa.

## Publicaties
- Romania. Hunedoara county (tourist itineraries), [z.j.]